# Leichtathletik-Europameisterschaften 1958/Diskuswurf der Frauen

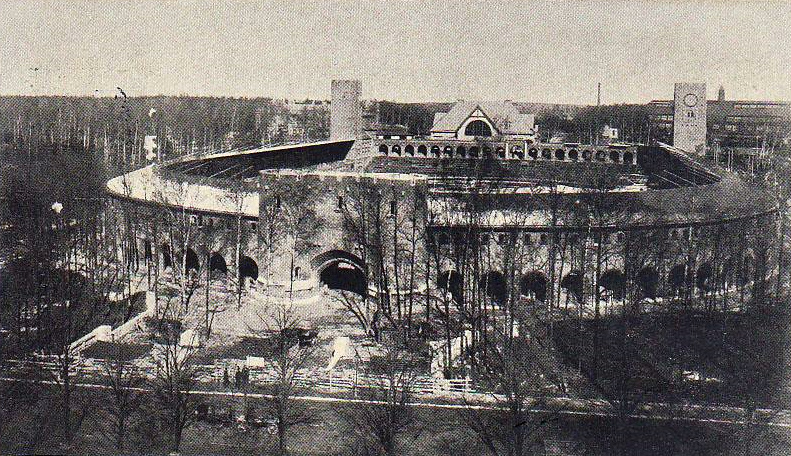
Offizielle Ansichtskarte des Stockholmer Olympiastadions aus dem Jahr 1912

Der Diskuswurf der Frauen bei den Leichtathletik-Europameisterschaften 1958 wurde am 20. und 22. August 1958 im Stockholmer Olympiastadion ausgetragen.
Europameisterin wurde die sowjetische Werferin Tamara Press. Sie gewann vor der Tschechoslowakin Stepánka Mertová. Bronze ging an die Deutsche Kriemhild Hausmann, spätere Kriemhild Limberg.

## Rekorde

### Bestehende Rekorde
| Weltrekord           | 57,04 m | Nina Dumbadse | Tiflis, Sowjetunion (heute Georgien) | 18. Oktober 1952 |
| Europarekord         | 57,04 m | Nina Dumbadse | Tiflis, Sowjetunion (heute Georgien) | 18. Oktober 1952 |
| Meisterschaftsrekord | 48,03 m | Nina Dumbadse | EM in Brüssel, Belgien               | 25. August 1950  |

### Rekordverbesserung
Der bestehende EM-Rekord wurde bei diesen Europameisterschaften dreimal verbessert:
- 49,36 m – Štěpánka Mertová (Tschechoslowakei), Qualifikation am 20. August
- 51,20 m – Tamara Press (Sowjetunion), Finale am 22. August, erster Durchgang
- 52,31 m – Tamara Press (Sowjetunion), Finale am 22. August, sechster Durchgang

## Qualifikation
20. August 1958, 11.30 Uhr
Die achtzehn Teilnehmerinnen traten zu einer gemeinsamen Qualifikationsrunde an. Die Qualifikationsweite für den direkten Finaleinzug war auch in diesem Wettbewerb mit 42,00 Metern so niedrig angesetzt, dass lediglich drei Athletinnen diese Marke nicht erreichten. Die fünfzehn qualifizierten Werferinnen (hellblau unterlegt) traten zwei Tage später gemeinsam zum Finale an.
| Platz | Name                 | Nation           | Weite (m) |
| ----- | -------------------- | ---------------- | --------- |
| 1     | Štěpánka Mertová     | Tschechoslowakei | 49,36 CR  |
| 2     | Irina Begljakowa     | Sowjetunion      | 49,06     |
| 3     | Doris Müller         | Deutschland      | 47,32     |
| 4     | Helena Dmowska       | Polen            | 45,98     |
| 5     | Elivia Ricci         | Italien          | 45,59     |
| 6     | Irene Schuch         | Deutschland      | 45,26     |
| 7     | Tamara Press         | Sowjetunion      | 44,78     |
| 8     | Kriemhild Hausmann   | Deutschland      | 44,77     |
| 9     | Virginia Michailowa  | Bulgarien        | 44,76     |
| 10    | Antonina Solotuchina | Sowjetunion      | 44,55     |
| 11    | Suzanne Allday       | Großbritannien   | 43,21     |
| 12    | Dorli Hofrichter     | Österreich       | 43,13     |
| 13    | Anni Pöll            | Österreich       | 42,84     |
| 14    | Kazimiera Sobocińska | Polen            | 42,57     |
| 15    | Simone Saenen        | Belgien          | 42,08     |
| 16    | Karin-Inge Halkier   | Dänemark         | 41,54     |
| 17    | Gretel Bolliger      | Schweiz          | 36,61     |
| 18    | Sofia Leriou         | Griechenland     | 35,96     |

## Finale

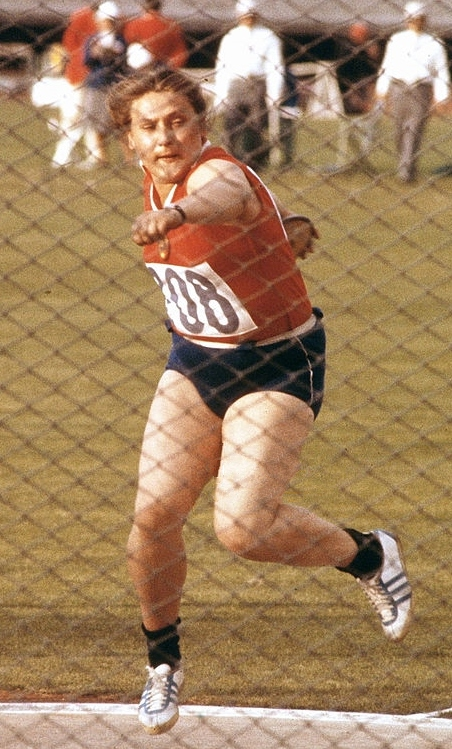
Europameisterin Tamara Press, für die hier eine äußerst erfolgreiche Karriere als Kugelstoßerin und Diskuswerferin begann
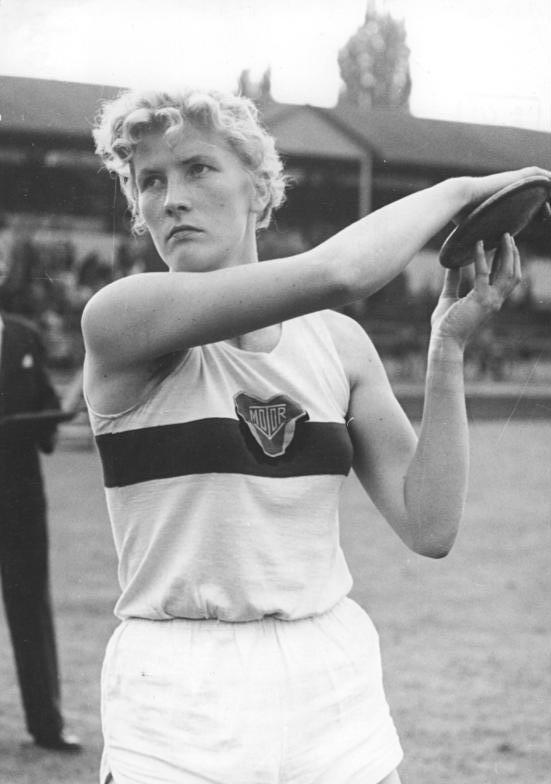
Irene Schuch erreichte Platz fünf
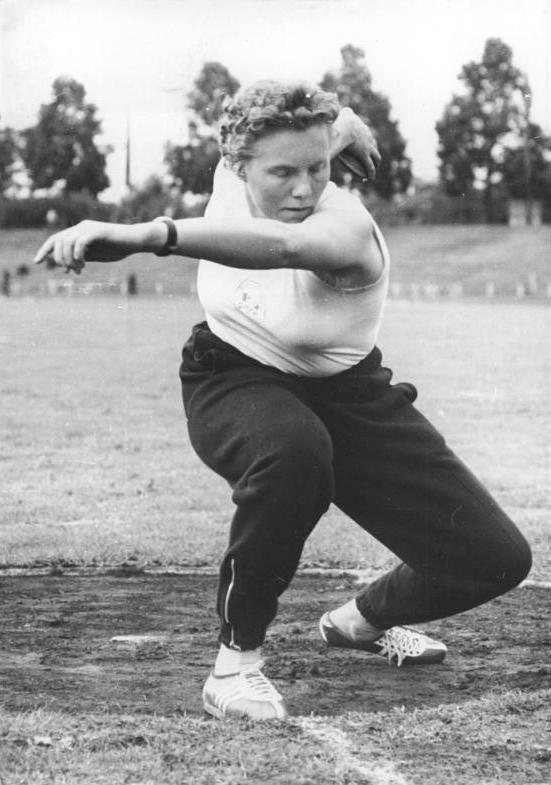
Doris Müller kam auf den sechsten Platz

22. August 1958, 15.15 Uhr
| Platz | Name                 | Nation           | Weite (m) |
| ----- | -------------------- | ---------------- | --------- |
| 1     | Tamara Press         | Sowjetunion      | 52,32 CR  |
| 2     | Štěpánka Mertová     | Tschechoslowakei | 52,19     |
| 3     | Kriemhild Hausmann   | Deutschland      | 50,99     |
| 4     | Irina Begljakowa     | Sowjetunion      | 50,87     |
| 5     | Irene Schuch         | Deutschland      | 49,54     |
| 6     | Doris Müller         | Deutschland      | 49,32     |
| 7     | Helena Dmowska       | Polen            | 47,81     |
| 8     | Antonina Solotuchina | Sowjetunion      | 46,60     |
| 9     | Kazimiera Sobocińska | Polen            | 45,94     |
| 10    | Suzanne Allday       | Großbritannien   | 45,41     |
| 11    | Elivia Ricci         | Italien          | 45,11     |
| 12    | Dorli Hofrichter     | Österreich       | 44,71     |
| 13    | Virginia Michailowa  | Bulgarien        | 42,76     |
| 14    | Simone Saenen        | Belgien          | 39,82     |
| 15    | Anni Pöll            | Österreich       | 39,44     |

Bekannt ist die Serie der Europameisterin Tamara Press: 51,20 m CR – 50,73 m – 49,96 m – 48,10 m – 40,36 m – 52,32 m CR.